# سد نرگسی
سد نرگسی یکی از سدهای در دست ساخت استان فارس است که بر روی رودخانه جره در بخش جره و بالاده شهرستان کازرون در جنوب غربی ایران بسته شده است.
سد نرگسی در ۱۰ کیلومتری شرق والاشهر و ۴۵ کیلومتری جنوب شرق کازرون واقع شده است.
سد نرگسی به صورت سنگریزه‌ای با هسته رسی می‌باشد. ارتفاع تاج سد از پی ۸۰ متر و طول تاج آن ۶۰۰ متر می‌باشد. حجم مخزن آن ۱۱۳ میلیون متر مکعب و حجم آب تنظیمی سالانه آن ۲۲۶ میلیون متر مکعب است. این سد در تیرماه سال ۱۳۸۹ شروع به ساخت شد.

## اهداف
هدف از ساخت این سد کنترل و مهار سیلاب، تأمین آب کشاورزی ۱۲ هزار هکتار اراضی پایین دست، تأمین آب شرب منطقه و آب صنعت شهرستان‌های کازرون و فراشبند و آب مورد نیاز پتروشیمی کازرون و منطقه صنعتی زاگرس جنوبی، احیاء دریاچه پریشان، تأمین آب زیست‌محیطی و تولید انرژی برقابی به میزان ۴۸٫۳ گیگاوات ساعت در سال است.

## وضعیت فعلی
به گفته مسئول اجرای سد نرگسی در صورت تأمین اعتبار باقی‌مانده ۹۰۰ میلیارد تومانی، این سد تا آذرماه ۱۴۰۳ به مرحله آبگیری خواهد رسید.